# 沖縄県道195号野原越七原線
沖縄県道195号野原越七原線（おきなわけんどう195ごう のばるごしななばりせん）は、かつて沖縄県宮古島市平良西里野原越と平良下里七原とを結んでいた一般県道。2017年（平成29年）3月31日に宮古島市に移管されて宮古島市道となり、沖縄県道の路線としては廃止された。

## 概要

### 区間
- 起点：宮古島市平良字西里野原越（沖縄県道78号平良城辺線）
- 終点：宮古島市平良字下里七原（沖縄県道190号平良新里線）
- 総延長：3.55km（実延長も同じ）

### 通過自治体
- 宮古島市（宮古島）

### 交差する道路
- 沖縄県道78号平良城辺線（起点）
- 沖縄県道200号川満山中線（宮古島市平良下里山中）
- 沖縄県道190号平良新里線（終点）

### 主要施設
- 沖縄総合事務局宮古農業水利事業所（宮古島市平良西里野原越）

## 歴史
- 1953年（昭和28年）に琉球政府道として指定。1972年（昭和47年）の本土復帰と同時に県道となった。
- 2017年（平成29年）3月31日に宮古島市に移管されて宮古島市道となり、沖縄県道の路線としては廃止された。